# Lípa svobody (Šárecké údolí)

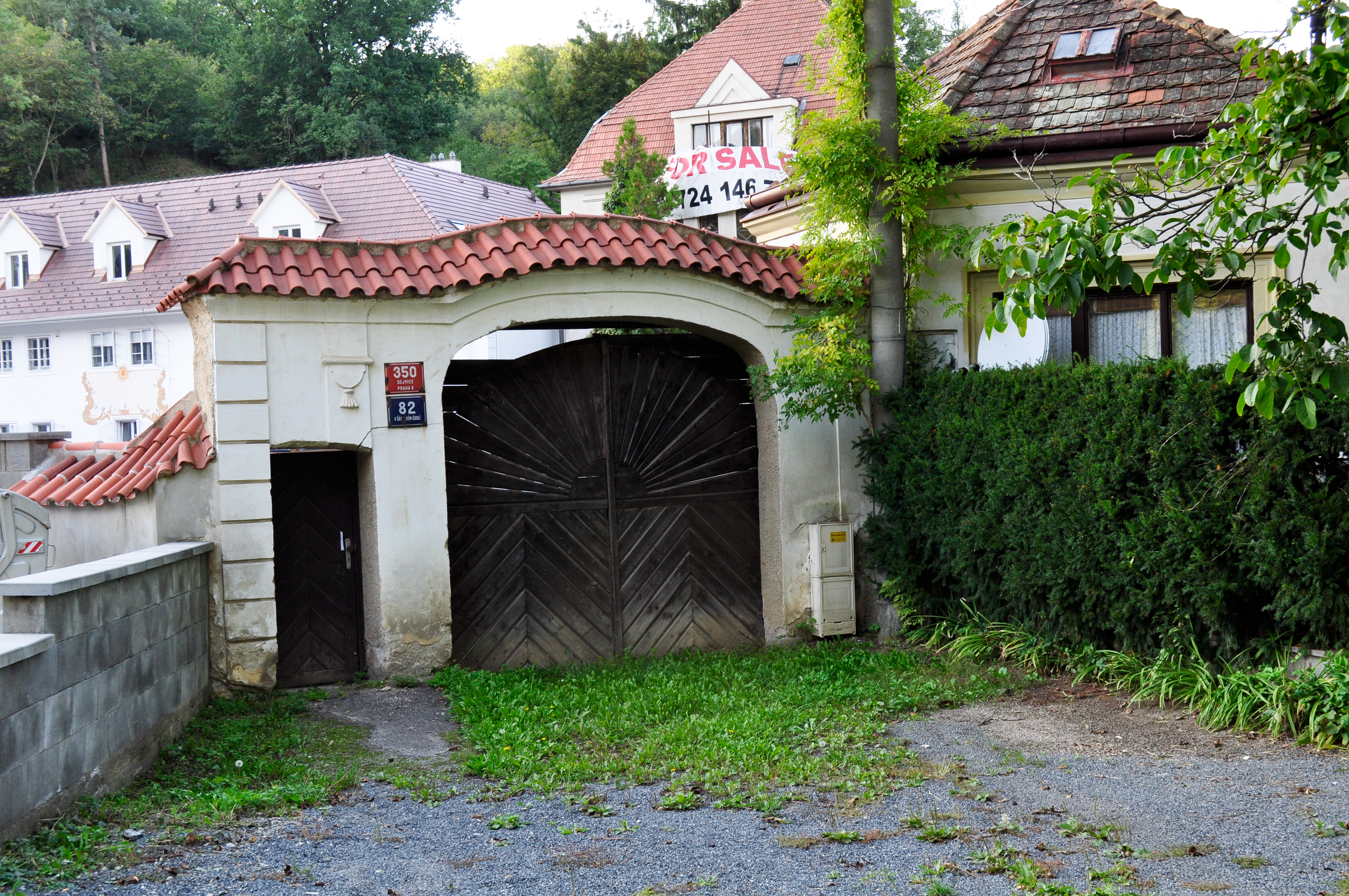
Heřmanův dvůr na adrese: V Šáreckém údolí číslo popisné 84/82; 82a; Praha 6 – Dejvice

Lípa svobody v Šáreckém údolí je významný strom, který roste v Praze 6 v Dejvicích v Šáreckém údolí naproti Heřmanovu dvoru za mostkem přes Šárecký potok. 

## Popis
Jak napovídá plechová cedulka s nápisem „Lípa svobody 1945–1985“, byla tato lípa velkolistá vysazena v roce 1985 u příležitosti 40. výročí konce druhé světové války. Obvod kmene této lípy činil (v roce 2016) 162 cm a odhadované stáří (v roce 2015) asi 30 let. Není známo, kdo strom vysadil. Nejbližší okolí stromu je ohraničeno řetězem (stav ke konci roku 2020).